# Modos de distribución de las especies

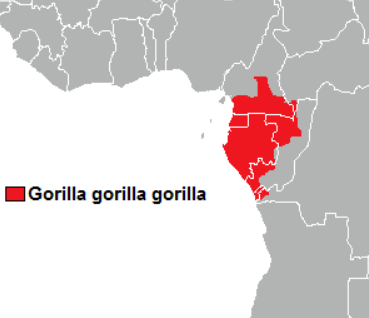
Mapa del área distribución del gorila, dentro de dicha área el modo de distribución que adopta la especie es formando grupos.

Existen tres tipos básicos de patrones de distribución de poblaciones en una zona. Desde arriba: uniforme, aleatoria y grupos.

Los modos de distribución de las especies son las distintas maneras en que un taxón biológico puede estar dispuesto espacialmente en su área de distribución biogeográfica. La distribución de especies no debe confundirse con la dispersión, que es el movimiento de individuos a partir de su área de origen o de centros de alta densidad hacia otros lugares. La zona donde se encuentra una especie puede representarse con un mapa de distribución de la especie. La corología es la disciplina encargada de establecer la distribución de las especies, mientras que la biogeografía es la que estudia los factores climáticos, geológicos, geográficos o históricos que determinan dicha distribución, las comunidades, su dinámica, y evolución.
El patrón de distribución no es permanente para cada especie. Los patrones de distribución pueden cambiar estacionalmente, en respuesta a la disponibilidad de recursos y también según la escala a la que se visualizan. La dispersión generalmente tiene lugar en el momento de la reproducción. Las poblaciones dentro de una especie se desplazan a través de muchos métodos, incluidos la dispersión por las personas, el viento, el agua y los animales. Los seres humanos son uno de los mayores distribuidores debido a las tendencias actuales de globalización y la expansión de la industria del transporte. Por ejemplo, los buques petroleros a menudo llenan sus tanques de balasto con agua en un puerto y los vacían en otro, causando una distribución más amplia de especies acuáticas.

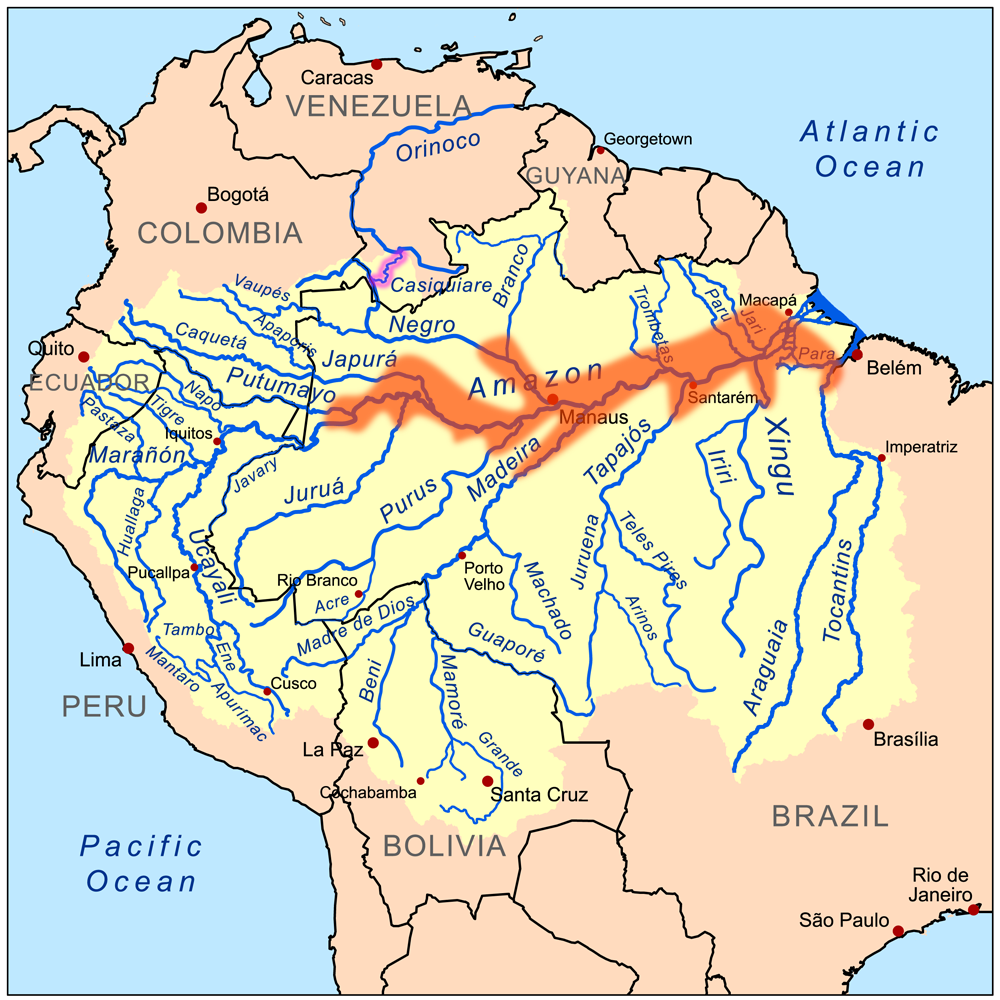
Distribución geográfica del pez Symphysodon, naranja oscuro. Cuenca del Amazonas en amarillo.

La biogeografía es el estudio de la distribución de biodiversidad en el espacio y en el tiempo. Es una disciplina sumamente útil para entender la distribución de las especies producto de factores tales como especiación, extinción, deriva continental, glaciación, variaciones del nivel del mar, captura por ríos y recursos disponibles. Esta disciplina no solo provee una descripción de la distribución de las especies, sino que también provee una explicación geográfica para la distribución particular de una determinada especie. Las regiones biogeográficas tradicionales fueron representadas y caracterizadas inicialmente por Alfred Wallace en The Geographical Distribution of Animals (1876). Las mismas estaban basadas en los trabajos de Sclater sobre las regiones biogeográficas terrestres. El sistema de Wallace estaba basado tanto en aves como vertebrados, incluidos mamíferos no voladores, para reflejar de forma más adecuada las divisiones naturales de la Tierra a causa de lo limitado de sus capacidades de dispersión.

## Distribución agrupada
La distribución agrupada es el tipo más común de dispersión que se encuentra en la naturaleza. En la distribución agrupada, la distancia entre individuos vecinos se reduce al mínimo. Este tipo de distribución se encuentra en entornos que se caracterizan por recursos distribuidos en forma irregular. Los animales necesitan ciertos recursos para sobrevivir, y cuando estos recursos se vuelven escasos durante ciertas épocas del año, los animales tienden a "agruparse" en torno de los recursos cruciales. Los individuos pueden agruparse en un área debido a factores sociales tales como rebaños y grupos familiares. Los organismos que generalmente sirven como presas forman distribuciones agrupadas en áreas donde pueden esconderse y detectar predadores con relativa facilidad.
Otras causas de distribuciones agrupadas son la incapacidad de los descendientes para moverse independientemente de su hábitat. Esto se observa en animales juveniles inmóviles y que dependen fuertemente del cuidado de sus padres. Por ejemplo, los nidos del águila calva o americana se encuentran formando una distribución agrupada porque todas las crías se encuentran en un pequeño sector del hábitat hasta que aprenden a volar. La distribución agrupada puede ser beneficiosa para los individuos que forman el grupo. Sin embargo, en algunos casos de herbívoros, como vacas y ñus, la vegetación a su alrededor puede sufrir, especialmente si los animales se alimentan de una especie particular de planta.
La distribución agrupada en especies animales actúa como un mecanismo contra la depredación y como un mecanismo eficiente para atrapar o acorralar presas. Los perros salvajes africanos, Lycaon pictus, utilizan la técnica de caza comunitaria para aumentar su tasa de éxito en la captura de presas. Los estudios han mostrado que las manadas más grandes de perros salvajes africanos tienden a tener una mayor tasa de captura. Un buen ejemplo de la distribución agrupada debido a la irregularidad en la distribución de recursos son los animales silvestres en África durante la estación seca; leones, hienas, jirafas, elefantes, gacelas y muchas otras especie de animales se agrupan en torno a pequeños ojos de agua durante la temporada de sequía severa. También se ha observado que es más probable que las especies extintas y amenazadas se agrupen en su distribución en una filogenia. La razón de esto es que comparten rasgos que aumentan la vulnerabilidad a la extinción debido a que los taxones relacionados a menudo se ubican dentro de los mismos tipos geográficos o de tipos amplios de hábitat donde se concentran las amenazas inducidas por el ser humano. Utilizando filogenias completas recientemente desarrolladas para mamíferos carnívoros y primates, se ha mostrado que en la mayoría de los casos, las especies amenazadas por lo general no están distribuidas aleatoriamente entre taxones y clados filogenéticos y presentan una distribución agrupada.

## Distribución uniforme
La distribución uniforme es menos común que la distribución agrupada. Las distribuciones uniformes ocurren en poblaciones en las que la distancia entre individuos vecinos se maximiza. La necesidad de maximizar el espacio entre individuos generalmente surge de la competencia por un recurso como la humedad o los nutrientes, o como resultado de interacciones sociales directas entre individuos dentro de la población, como la territorialidad.
Por ejemplo, los pingüinos a menudo exhiben distribución espacialmente uniforme al defender agresivamente su territorio frente a sus vecinos. Las madrigueras de los grandes jerbos, por ejemplo, también se distribuyen regularmente, lo cual se puede observar en imágenes tomadas desde un satélite. Las plantas también presentan distribuciones uniformes, por ejemplo los arbustos de creosota en la región suroccidental de los Estados Unidos. Salvia leucophylla es una especie en California que crece naturalmente con un espaciamiento uniforme. Esta planta libera sustancias químicas llamadas terpenos que inhiben el crecimiento de otras plantas a su alrededor y da como resultado una distribución uniforme. Este es un ejemplo de alelopatía, que es la liberación de productos químicos de partes de la planta por lixiviación, exudación de raíz, volatilización, descomposición de residuos y otros procesos. La alelopatía puede tener efectos beneficiosos, dañinos o neutros en los organismos circundantes. Algunos aleloquímicos incluso tienen efectos selectivos sobre los organismos circundantes; por ejemplo, la especie de árbol Leucaena leucocephala exuda una sustancia química que inhibe el crecimiento de otras plantas pero no las de su propia especie, y por lo tanto puede afectar la distribución de especies rivales específicas. La alelopatía por lo general da como resultado distribuciones uniformes, y se está investigando su potencial para suprimir malezas. Las prácticas agrícolas a menudo crean una distribución uniforme en áreas donde no existirían previamente, por ejemplo, naranjos que crecen en hileras en una plantación.

## Distribución aleatoria
La distribución aleatoria, también denominada como espaciado impredecible, es la forma menos común de distribución espacial en la naturaleza y ocurre cuando los miembros de una especie determinada se encuentran en entornos en los que la posición de cada individuo es independiente de la presencia de los otros individuos: no se atraen ni repelen unos y otros. La distribución aleatoria es rara en la naturaleza ya que los factores bióticos, como las interacciones con individuos vecinos y los factores abióticos, como el clima o las condiciones del suelo, generalmente hacen que los organismos se agrupen o se propaguen. La distribución aleatoria generalmente ocurre en hábitats donde las condiciones ambientales y los recursos son consistentes. Este patrón de dispersión se caracteriza por la falta de interacciones sociales fuertes entre las especies. Por ejemplo, cuando el viento dispersa las semillas de diente de león, a menudo ocurre una distribución aleatoria cuando las plántulas caen en lugares aleatorios determinados por factores incontrolables. Las larvas de ostra también pueden viajar cientos de kilómetros impulsadas por las corrientes marinas, lo que puede dar lugar a su distribución aleatoria.

## Modelos de distribución de las especies

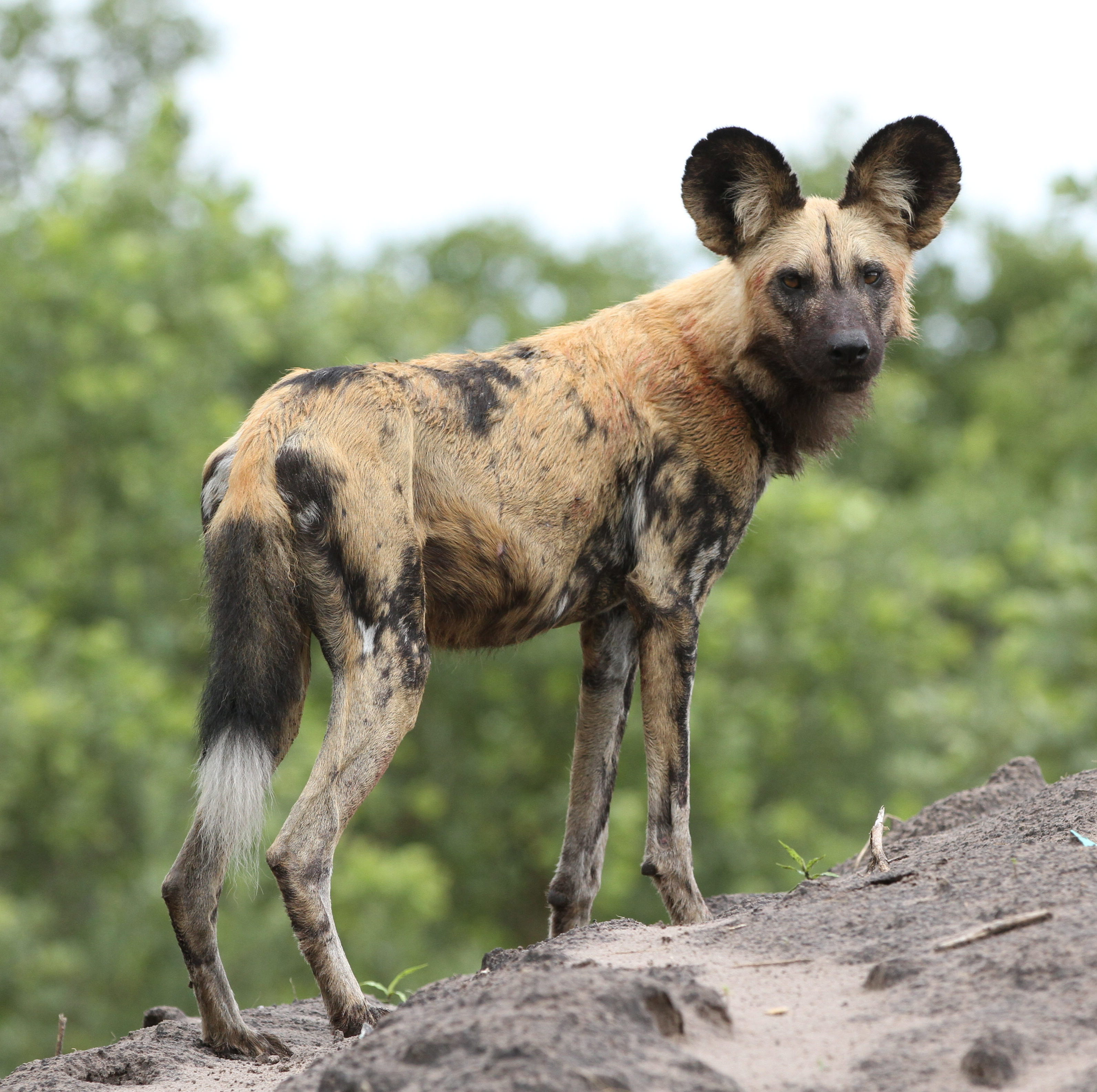
El perro salvaje africano presenta una distribución de agrupamiento en manadas, las cuales permiten desarrollar la práctica de caza comunitaria con una elevada tasa de éxito en la captura.

Mapa de distribución de una especie migratoria, Daphnis nerii. Azul, verano. Verde, todo el año.

La distribución de especies puede predecirse en cierta medida en función del patrón de biodiversidad a escala espacial. Un modelo jerárquico general puede integrar perturbaciones, dispersión y dinámica de poblaciones. En función de los factores de dispersión, perturbación, el clima que limita los recursos y otros elementos que afectan las distribuciones de especies, los modelos permiten predecir la distribución de especies mediante la creación de una zona o envuelta bioclimática. La envuelta puede variar desde una escala local a una escala global o ser independiente o dependiente de la densidad espacial de la especie. El modelo jerárquico tiene en cuenta los requerimientos, los impactos o recursos, así como las extinciones locales en los factores de perturbación. Los modelos pueden integrar modelos de dispersión / migración, modelos de perturbación y modelos de abundancia. Los modelos de distribución de especies (SDM, por sus siglas en inglés) se pueden utilizar para evaluar los impactos del cambio climático y aspectos relacionados con la gestión de la conservación. Los modelos de distribución de especies incluyen: modelos de presencia / ausencia, los modelos de dispersión / migración, modelos de perturbación y modelos de abundancia. Una método frecuentemente utilizado para crear mapas de predicción de distribución para diferentes especies es reclasificar el mapa del suelo dependiendo de si la especie en cuestión se predice o no como habitante de cada tipo de suelo. Este SDM sencillo a menudo se modifica mediante el uso de datos de ocurrencia o información auxiliar, como la elevación o la distancia del agua.

## Factores bióticos y abióticos
La distribución de las especies en grupos, uniformes o aleatorios depende de diferentes factores abióticos y bióticos. Cualquier factor químico o físico no vivo en el ambiente se considera un factor abiótico. Existen tres tipos principales de factores abióticos: los factores climáticos consisten en luz solar, atmósfera, humedad, temperatura y salinidad; los factores edáficos son factores abióticos con respecto al suelo, tales como la aspereza del suelo, la geología local, el pH del suelo y la aireación; y los factores sociales incluyen el uso de la tierra y la disponibilidad de agua. Un ejemplo de los efectos de los factores abióticos en la distribución de las especies se puede ver en las áreas más secas, donde la mayoría de los individuos de una especie se reunirán alrededor de las fuentes de agua, en una distribución agrupada.
Los factores bióticos, como la depredación, la enfermedad y la competencia por recursos como alimentos, agua y parejas, también pueden afectar la distribución de una especie. Un factor biótico es cualquier comportamiento de un organismo que afecta a otro organismo, como un depredador que consume a su presa. Por ejemplo, los factores bióticos en el medio ambiente de una codorniz incluirían a su presa (insectos y semillas), la competencia con otras codornices y sus depredadores, como el coyote. Una ventaja de una manada, comunidad u otra distribución agrupada es que permite que una población detecte predadores más temprano, a una distancia mayor, y potencialmente monte una defensa efectiva. Debido a los recursos limitados, las poblaciones pueden distribuirse uniformemente para minimizar la competencia, como se encuentra en los bosques, donde la competencia por la luz solar produce una distribución uniforme de los árboles.